# Грембень
Грембень (пол. Grębień) — село в Польщі, у гміні Понтнув Велюнського повіту Лодзинського воєводства.
Населення — 586 осіб (2011).
У 1975-1998 роках село належало до Серадзького воєводства.

## Демографія
Демографічна структура станом на 31 березня 2011 року:
|          | Загалом | Допрацездатний вік | Працездатний вік | Постпрацездатний вік |
| -------- | ------- | ------------------ | ---------------- | -------------------- |
| Чоловіки | 280     | 57                 | 190              | 33                   |
| Жінки    | 306     | 58                 | 172              | 76                   |
| Разом    | 586     | 115                | 362              | 109                  |